# 箭叶芋属
箭叶芋属（学名：Peltandra），也称箭南星属，是天南星科的一属。

## 下属物种
本属包括以下物种：
- 白苞箭南星 Peltandra sagittifolia (Michx.) Morong
- 箭南星 Peltandra virginica (L.) Schott